# Ⱀ
Cette page contient des caractères spéciaux ou non latins. S’ils s’affichent mal (▯, ?, etc.), consultez la page d’aide Unicode.
Nach (Наш en cyrillique ; capitale Ⱀ, minuscule ⱀ) est la 16e lettre de l'alphabet glagolitique.

## Linguistique
La lettre sert à noter le phonème /n/.

## Historique
L'origine de la lettre n'est pas connue.

## Représentation informatique
- Unicode :
  - Capitale Ⱀ : U+2C10
  - Minuscule ⱀ : U+2C40